# If I Lose Myself
"If I Lose Myself" é o segundo single da banda norte-americana OneRepublic de seu terceiro álbum de estúdio ainda não lançado Native. A banda confirmou através de seu Twitter, que o single seria disponibilizado no iTunes em 8 de Janeiro de 2013.

## Composição e Letra
A canção foi composta pelos membros da banda e produzida por Ryan Tedder, o vocalista. "If I Lose Myself" começa com uma vibração lenta assombração, que rapidamente pega como vocalista Tedder entradon nas letras poéticas de um novo single. Ele canta: "Eu fiquei até o sol / pensamento de todas as pessoas, lugares e coisas que amei / eu fiquei acordado só para ver / De todos os rostos, você é o próximo a mim", enquanto teclado eletrônico e músicas de percussão fazem sua coisa em segundo plano. A pista, então muda para um padrão de David Guetta com som de dança e ritmos pop como Tedder canta o refrão catchy da canção.
Cerca de um minuto e meio na música, há muito uma parte importante sintetizada ao eletrônico. Há também um completo coro vocal bem forte com camadas e à cerca de três minutos, uma pequena parte que implora para ser cantada junto. A canção é um mid-tempo, o que foi o segundo single do álbum, é construído sobre a tensão sonora e alguns falsetes polvilhados na mistura. Ele está ancorado pela entrega séria e honesta do Tedder.

## Apresentações ao vivo
A banda performou pela primeira vez a canção no especial de natal Y100 Jingle Ball 2012 em Los Angeles em  11 de dezembro de 2012. No dia 31 do mesmo mês eles se apresentarão no especial de Fim de Ano "Dick Clark's New Year's Rockin' Eve" onde estrearam oficialmente a canção, sendo tal disponibilizada no iTunes no dia 8 de janeiro de 2013. A banda também performou o single no dia 14 de janeiro de 2013 na 11ª temporada do Jimmy Kimmel Live do canal americano ABC.

## Vídeo da música
O videoclipe da canção foi lançado em 25 de janeiro de 2013 com a direção de Michael Muller. O videoclipe mostra um jovem casal em uma scooter, um artista de graffiti, duas jovens sugando a essência da vida, enquanto Tedder e sua banda tocando ao vivo. A precipitação dos moradores urbanos da cidade, no centro de Los Angeles, que estão participando de uma gincana, é efetivamente retratado. Cada quadro está conectado, com as "crianças" seguindo as instruções de Graffiti e a noite culminando em uma pista de dança em um espetáculo de OneRepublic.

## Lista de faixas
- Download digital

1. "If I Lose Myself" – 4:01

- Download digital – remix

1. "If I Lose Myself" (Alesso vs. OneRepublic) – 3:35

- CD single

1. "If I Lose Myself" (Album version) – 4:01
2. "If I Lose Myself" (Love Thy Brother Remix) – 4:03

## Desempenho Comercial

### Paradas Musicais
| Parada (2013)                       | Melhor Posição |
| ----------------------------------- | -------------- |
| Alemanha (German Singles Chart)     | 6              |
| Áustria (Austrian Singles Chart)    | 5              |
| Austrália (ARIA Charts)             | 42             |
| Bélgica (Ultratop - Valônia)        | 46             |
| Canadá (Canadian Hot 100)           | 41             |
| Escócia (Scottish Singles Charts)   | 8              |
| Eslováquia (Slovak Airplay Chart)   | 4              |
| Estados Unidos (Billboard Hot 100)  | 74             |
| Estados Unidos (Digital Songs)      | 26             |
| Estados Unidos (Pop Songs)          | 38             |
| Estados Unidos (Adult Pop Songs)    | 31             |
| Irlanda (Irish Singles Chart)       | 17             |
| Itália (FIMI Airplay Top 100)       | 41             |
| Japão (Japan Hot 100)               | 54             |
| Letônia (Latvia Singles Chart)      | 4              |
| Luxemburgo (Singles Chart)          | 9              |
| Nova Zelândia (Top 40 Singles)      | 18             |
| Paraguai (Paraguay Singles Chart)   | 15             |
| Polónia (ZPAV Singles Chart)        | 29             |
| Singapura (Singapore Singles Chart) | 3              |
| Suíça (Swiss Music Charts)          | 9              |
| Suécia (Swedish Singles Chart)      | 4              |
| Reino Unido (UK Singles Chart)      | 8              |

| País          | Associação | Certificação | Vendas   |
| ------------- | ---------- | ------------ | -------- |
| Alemanha      | BVMI       | Ouro         | 150,000+ |
| Austrália     | ARIA       | Platina      | 70,000+  |
| Dinamarca     | IFPI       | Ouro         | 7,500+   |
| Nova Zelândia | RIANZ      | Ouro         | 7,500+   |
| Suécia        | IFPI       | 2× Platina   | 80,000+  |

## Versão Alesso vs. OneRepublic
Uma versão dance da canção realizada pelo DJ sueco Alesso foi lançado em alguns países, notavelmente estando presente nas paradas musicais dos Países Baixos e da Suécia, com uma versão creditada de Alesso vs. OneRepublic.
1. "If I Lose Myself" (Alesso vs. OneRepublic) – 3:35
2. "If I Lose Myself" (Alesso vs. OneRepublic) (Extended Version) – 7:08

## Paradas e posições
| País/Parada (2013)         | Melhor posição |
| -------------------------- | -------------- |
| Países Baixos (MegaCharts) | 89             |
| Suécia (Sverigetopplistan) | 4              |